# Maximilian Vogel von Falckenstein
Maximilian Eduard August Hannibal Kunz Sigismund Vogel von Falckenstein (Berlino, 29 aprile 1839 – Dolzig, 7 dicembre 1917) è stato un generale prussiano.

## Biografia
Era il figlio del proprietario terriero e generale prussiano di fanteria, Eduard Vogel von Falckenstein, e di sua moglie, Luise Gärtner.
Sposò, il 3 settembre 1862, Marie Freiin von Stoltzenberg (15 settembre 1842-2 ottobre 1915) a Coblenza.

## Carriera
Entrò a far parte dell'Esercito prussiano nel 1855. Nel 1871 venne promosso a capitano e nel 1881 divenne docente all'Accademia militare prussiana. Nel 1888 è stato promosso a maggiore generale e venne nominato comandante del 2ª Divisione di fanteria. Nel 1889 diventa direttore del Dipartimento di Guerra generale nel Ministero della Guerra. Nel mese di ottobre 1891 venne promosso a tenente generale e comandante del 5ª Divisione. Nel 1896 venne nominato generale di fanteria e Comandante Generale del VIII Corpo d'Armata a Coblenza.

## Morte
Morì il 7 dicembre 1917, nella sua tenuta di Dolzig.

## Onorificenze

### Onorificenze straniere
| Controllo di autorità | VIAF (EN) 316737000 · ISNI (EN) 0000 0004 5095 1787 · GND (DE) 1166998053 · BNF (FR) cb14891011v (data) |